# The Forest Rangers (groupe)
Pour les articles homonymes, voir The Forest Rangers.
The Forest Rangers est un groupe américain de roots rock, originaire de Californie. Il est connu pour avoir participé à la bande originale des sept saisons de la série télévisée Sons of Anarchy.
Reprenant pour l'occasion des standards de la musique folk américaine, ils ont notamment collaboré avec Katey Sagal ou The White Buffalo.

## Histoire
Le groupe est formé et dirigé par Bob Thiele Jr, (musicien et superviseur musical), Dave Way et Dave Kushner (guitariste de Velvet Revolver). Bob Thiele Jr. et Dave Kushner (guitariste de Velvet Revolver) ont choisi le nom du groupe en écrivant la chanson du générique de la série This Life, inspirée d'une chanson de Plexi intitulée Forest Ranger. Les Forest Rangers créent ensuite un son qui correspond à l'environnement dans lequel ces personnages vivent et respirent, The Sound of Charming. Alors que les Mayans M.C. écoutent de la musique latino, on n'entend jamais que du rock et de la country dans le clubhouse de Charming.

« S'il y avait un groupe qui jouait au clubhouse des Sons of Anarchy tous les vendredis soirs, ce serait les Forest Rangers. Les Rangers - que l'on entend presque chaque semaine dans la populaire série FX Sons of Anarchy - ne seraient pas dépaysés s'ils jouaient au clubhouse de Teller-Morrow à Charming, en Californie »

— Bob Thiele Jr,
Les membres réguliers du groupe sont Davey Faragher à la guitare basse, John Philip Shenale (souvent appelé Phil Shenale) aux claviers, Greg Leisz à la pedal steel guitar, Matt Chamberlain à la batterie et Gia Ciambotti aux chants d'ambiance,. Le groupe collabore également avec des artistes invités pour le chant comme Alison Mosshart, Amos Lee, Joshua James, The White Buffalo, Billy Valentine, Audra Mae, Justin Warfield, Battleme, Katey Sagal, et d'autres.
En 2015, le groupe sort son premier album intitulé Land Ho! co-produit par Bob Thiele Jr. et Dave Way.

## Sonic style
La série télévisée Sons of Anarchy redéfinit la façon dont une série télévisée utilise la musique comme un élément narratif puissant, puisque la musique joue le rôle d'un personnage,,,. La bande-son s'adapte si bien parce que les chansons correspondent exactement à ce que les personnages eux-mêmes choisiraient d'écouter,. Suivant la vision de Kurt Sutter, Thiele Jr. façonne le style musical unique de la série, qui consiste en un jambalaya de musique originale et de reprises d'artistes établis, mais surtout d'artistes et de groupes indépendants.

## Discographie partielle

### Albums studio
- 2011 : Songs of Anarchy: Music from Sons of Anarchy Seasons 1–4[21]
- 2012 : Sons of Anarchy: Songs of Anarchy Vol. 2[22]
- 2013 : Sons of Anarchy: Songs of Anarchy Vol. 3
- 2013 : Covered, Katey Sagal[23],[24]
- 2015 : Sons of Anarchy: Songs of Anarchy Vol. 4[25]
- 2015 : Land Ho![26]